# Bill Johnson (Skirennläufer)
William Dean „Bill“ Johnson (* 30. März 1960 in Los Angeles, Kalifornien; † 21. Januar 2016 in Gresham, Oregon) war ein US-amerikanischer Skirennläufer.

## Biografie
Johnson kam zum Skilaufen, als ein Richter ihn nach einem Autodiebstahl vor die Wahl stellte, entweder 6 Monate ins Gefängnis zu gehen oder ein Ski-Internat zu besuchen. Mit 23 Jahren gewann er das Lauberhornrennen und kündigte an, olympisches Gold zu holen. Dieser Sieg am Lauberhorn (bei verkürzter Strecke), den er mit Start-Nummer 21 fixierte, war der erste Herren-US-Sieg in einer Weltcup-Abfahrt. Da Johnson bereits Trainingsbester in den Zeitläufen gewesen war, wäre sein Sieg vielleicht als „mittlere Sensation“ zu bezeichnen. Bislang hatte für den Kalifornier Rang 6 bei der Abfahrt von St. Anton am Arlberg am 5. Februar 1983 als einziges Topresultat zu Buche gestanden.
Er gewann bei den Olympischen Spielen 1984 in Sarajevo den Abfahrtslauf und wurde Olympiasieger. Es war dies die erste Alpin-Ski-Goldmedaille für die USA-Herren bei Olympia – später folgte bei denselben Spielen noch Slalomgold von Phil Mahre. Im Skiweltcup war Johnson insgesamt bei drei Abfahrten siegreich und erreichte acht weitere Top-10-Platzierungen.
1988 gelang ihm die Qualifikation zu den Olympischen Spielen nicht mehr. Er musste sich mit Gelegenheitsjobs über Wasser halten. 1992 ertrank sein 13 Monate alter Sohn in einem Whirlpool. 1998 folgte die Trennung von seiner Frau, und Johnson kämpfte mit Geld- und Suchtproblemen.
2001 wagte Bill Johnson mit 40 Jahren im Hinblick auf die Olympischen Winterspiele 2002 in Salt Lake City ein Comeback. Er begann zu trainieren und wollte nach elfjähriger Wettkampfpause bei den US-Meisterschaften in Whitefish im US-Bundesstaat Montana erstmals wieder ein Skirennen fahren. Doch schon beim Training verlor Johnson nach halber Distanz die Kontrolle und stürzte schwer. Die Ärzte diagnostizierten ein schweres Schädel-Hirn-Trauma und Johnson wurde vier Stunden notoperiert. Nach einiger Zeit auf der Intensivstation konnte er die Reha nach vier Monaten verlassen. Er benötigte seither Pflegehilfe und wurde von seiner Mutter betreut.
Bill Johnson wurde, wie mehrere in Not geratene Sportler, von der Franz-Klammer-Stiftung unterstützt. 2010 erlitt er einen Schlaganfall und zog in ein Pflegeheim in Gresham im Bundesstaat Oregon. Ende Juni 2013 wurde er mit einer Infektion ins Krankenhaus eingeliefert. Mitte Juli 2013 entschied er, auf lebenserhaltende Maßnahmen zu verzichten, überwand dann aber die lebensgefährliche Situation. Sein Zustand verbesserte sich danach leicht. Er starb im Januar 2016 im Alter von 55 Jahren. Johnson hinterließ seine Mutter sowie zwei Söhne.

## Erfolge

### Olympische Spiele
- Sarajevo 1984: 1. Abfahrt

### Weltmeisterschaften
- Bormio 1985: 14. Abfahrt

### Weltcupwertungen
| Saison  | Gesamt | Gesamt | Abfahrt | Abfahrt | Riesenslalom | Riesenslalom | Kombination | Kombination |
| Saison  | Platz  | Punkte | Platz   | Punkte  | Platz        | Punkte       | Platz       | Punkte      |
| ------- | ------ | ------ | ------- | ------- | ------------ | ------------ | ----------- | ----------- |
| 1982/83 | 65.    | 10     | 27.     | 10      | –            | –            | –           | –           |
| 1983/84 | 14.    | 87     | 3.      | 87      | –            | –            | –           | –           |
| 1984/85 | 57.    | 18     | 24.     | 15      | 49.          | 3            | –           | –           |
| 1985/86 | 41.    | 40     | 20.     | 31      | –            | –            | 25.         | 9           |

### Weltcupsiege
- 11 Platzierungen unter den besten zehn, davon 3 Siege:

| Datum           | Ort      | Land    | Disziplin |
| --------------- | -------- | ------- | --------- |
| 15. Januar 1984 | Wengen   | Schweiz | Abfahrt   |
| 4. März 1984    | Aspen    | USA     | Abfahrt   |
| 11. März 1984   | Whistler | Kanada  | Abfahrt   |